# Sokolik białoczelny
Sokolik białoczelny (Microhierax latifrons) – gatunek małego ptaka drapieżnego z rodziny sokołowatych (Falconidae).
Występuje endemicznie w północnym Borneo. Naturalnym siedliskiem tego sokolika są subtropikalne i tropikalne wilgotne lasy nizinne oraz tereny uprawne. Nie wyróżnia się podgatunków.
Długość 14–17 cm; masa ciała 35–65 g; rozpiętość skrzydeł 28–31 cm.
Status
Międzynarodowa Unia Ochrony Przyrody (IUCN) uznaje sokolika białoczelnego za gatunek bliski zagrożenia (NT – near threatened) nieprzerwanie od 1988 roku. Liczebność populacji szacuje się na 10–20 tysięcy dorosłych osobników. Trend liczebności populacji uznaje się za spadkowy. Zagrożenie dla tego gatunku wynika z utraty i degradacji naturalnych siedlisk.